# Lagtävlingen i dressyr i ridsport vid olympiska sommarspelen 1992
Lagtävlingen i dressyr i ridsport vid olympiska sommarspelen 1992 var en av sex ridsportgrenar som avgjordes under de olympiska sommarspelen 1992. 

## Medaljörer
| Event | Guld                                                                    | Silver                                                                        | Brons                                                          |
| Lag   | Tyskland Klaus Balkenhol Nicole Uphoff Monica Theodorescu Isabell Werth | Nederländerna Tineke Bartels Anky van Grunsven Ellen Bontje Annemarie Sanders | USA Robert Dover Carol Lavell Charlotte Bredahl Michael Poulin |

## Resultat
| Placering | Nation         | Poäng |
| 1         | Tyskland       | 5,224 |
| 2         | Nederländerna  | 4,742 |
| 3         | USA            | 4,643 |
| 4         | Sverige        | 4,537 |
| 5         | Danmark        | 4,533 |
| 6         | Schweiz        | 4,524 |
| 7         | Storbritannien | 4,522 |
| 8         | Italien        | 4,491 |
| 9         | Frankrike      | 4,463 |
| 10        | Kanada         | 4,322 |
| 11        | OSS            | 4,203 |